# Cruzeiro do Sul (Mesquita)
Cruzeiro do Sul é um bairro do município de Mesquita, no Estado do Rio de Janeiro.
Faz divisa como os bairros Vila Emil, Centro, Banco de Areia, Santo Elias e Presidente Juscelino. É nela onde esta localizado o 20º Batalhão de Polícia Militar (PMERJ).